# Pterolophia lombokensis
Pterolophia lombokensis är en skalbaggsart som beskrevs av Stefan von Breuning 1982. Pterolophia lombokensis ingår i släktet Pterolophia och familjen långhorningar. Inga underarter finns listade i Catalogue of Life.